# Roommates
Roommates (2009) – amerykański serial komediowy stworzony przez Robina Frencha
Matta Greena i Kierona Quirke'a.
Światowa premiera serialu miała miejsce 23 marca 2009 roku na antenie ABC Family. Ostatni odcinek serialu został wyemitowany 4 maja 2009 roku. Dnia 29 kwietnia 2009 roku serial nie powrócił wraz z drugim sezonem.

## Obsada

### Główni
- Tyler Francavilla jako Mark Fletcher
- Dorian Brown jako Katie Bowman
- Tamera Mowry jako Hope Daniels
- Tommy Dewey jako James
- David Weidoff jako Thom

### Pozostali
- Tim Reid jako pan Stanley Daniels
- Yara Brighton jako Alex
- Tony Yalda jako Winston
- Marilu Henner jako matka Jamesa
- Felicia Day jako Alyssa

## Spis odcinków
| Światowa premiera | N/o | Angielski tytuł        |
| ----------------- | --- | ---------------------- |
|                   |     |                        |
| SERIA PIERWSZA    |     |                        |
|                   |     |                        |
| 23.03.2009        | 01  | The Roommate           |
|                   |     |                        |
| 30.03.2009        | 02  | The Tarot              |
|                   |     |                        |
| 06.04.2009        | 03  | The Lie                |
|                   |     |                        |
| 13.04.2009        | 04  | The Break In           |
|                   |     |                        |
| 20.04.2009        | 05  | The Set-Up             |
|                   |     |                        |
| 27.04.2009        | 06  | The Mark-A-Like        |
|                   |     |                        |
| 27.04.2009        | 07  | The Uninvited Thom     |
|                   |     |                        |
| 27.04.2009        | 08  | The Green People       |
|                   |     |                        |
| 27.04.2009        | 09  | The Game Night         |
|                   |     |                        |
| 04.05.2009        | 10  | The Tickets            |
|                   |     |                        |
| 04.05.2009        | 11  | The Mother of James    |
|                   |     |                        |
| 04.05.2009        | 12  | The Trash 'N Treasures |
|                   |     |                        |
| 04.05.2009        | 13  | The Old and the New    |
|                   |     |                        |